# نيليما سينها
نيليما روي سينها (بالإنجليزية: Neelima Sinha)‏ (من مواليد 26 مارس 1954) عالمة نباتات أمريكية. وهي أستاذة في جامعة كاليفورنيا دافيس.

## النشأة والتعليم
ولدت نيليما سينها في 26 مارس 1954، في بلدة صغيرة بالقرب من نيودلهي، الهند. حصلت على درجة الماجستير في علم النبات من جامعة لكناو في عام 1975، وبعد ذلك عملت لمدة تسع سنوات كمديرة مصرفقبل أن تعود إلى الأوساط الأكاديمية، وانتقلت أولاً إلى واكو، تكساس في عام 1985 للحصول على درجة الماجستير في الدراسات البيئية لمدة عام واحد ثم في عام 1986 دخلت جامعة كاليفورنيا، بيركلي، حيث كانت أول طالبة تنضم إلى المختبر سارة هيك أخصائية في علم الوراثة في مركز التعبير الجيني للنبات. قامت سينها بدراسة الجين المعقد 1 في الذرة والطماطم في بيركلي، وحصلت على درجة الدكتوراه في عام 1991. بعد التخرج حصلت على زمالة ما بعد الدكتوراة من بايونير هاي-بريد التي دعمت عملها في وراثة الذرة والطماطم التي تعمل في مختبر بجامعة بوسطن والتي ركزت على خلاف ذلك ذبابة الفاكهة.

## المسار المهني
في عام 1995، عُرض على سينها وظيفة أستاذ مساعد مقبولة في قسم بيولوجيا النبات في جامعة كاليفورنيا، دافيس. واصلت حياتها المهنية في UC-Davis، وهي الآن أستاذة كاملة في قسم بيولوجيا النبات.

## أبحاث
تركزت أبحاثها في علم الأحياء التنموي التطوري للنبات. فحصت عملها المبكر الجينات التي تتحكم في نمو الأوراق، وأثبتت أن جين KNOTTED-1 المثلية (knox1) ينظم تكوين الأوراق في الذرة. بناء على هذا العمل، أظهرت أن جينات knox تشارك في تحديد شكل الورقة، وكشفت عن جينات إضافية تشارك في تطوير الأوراق. كما أجرت بحثًا في علم الوراثة الجزيئي للطفيليات النباتية. في عام 2019، تم تعريف عملها من قبل نيو ساينتست.

## جوائز
تم انتخابها لتكون زميلة في الجمعية الأمريكية لتقدم العلوم في عام 2005والجمعية الأمريكية لعلماء النبات في عام 2018